# 無門慧開
無門慧開（むもん えかい、英: Wumen Huikai）は、南宋の臨済宗の僧。俗姓は梁。勅号は仏眼禅師で、宮中で雨乞いの祈祷をし、その功で号を賜わった。

## 人物略歴
淳熙10年（1183年）、杭州銭塘県良渚の出身。はじめ南高峯の石室にのぼって6年修行し、省発するところがあり、遍く江湖地方に参じ、平江府万寿寺において臨済宗楊岐派の祖師月林師観（1143-1217）に参じ、趙州無字（狗子仏性）の公案によって大悟する。その後、慈懿皇后のために功徳報因佑慈禅寺という官寺の住持となり、紹定2年（1229年）に47歳の時、『無門関』を著して理宗皇帝に献上した。また、江西と浙江の各地に法を伝えたが、南宋末期に士大夫の参禅が相次いだことをうけ、淳祐6年（1246年）に理宗の勅命により臨安に参禅道場の護国仁王寺を開いた。景定元年4月7日（1260年5月18日）、78歳で示寂。
弟子には、日本からの入宋僧心地覚心（法燈国師）がおり、普化宗を開いた。

## 「無門関」の編纂
無門慧開は、看話禅（公案禅）の大成者であり楊岐3世である五祖法演の六世の法孫にあたる。五祖下の暗号密令といわれる公案の中でも最も有名な趙州無字の公案を初関として、紹定元年（1228年）に福州龍翔寺において、48則の公案を集めた禅宗の公案集『無門関』を編んだ。

## エピソード
- 無門慧開（むもん えかい）は、6年間趙州無字の公案に取り組み、大悟（大きく悟りを開く、の意味）した[10]。大悟できない時、坐禅中に眠くなって思索が進まなくなり、寺の柱に頭を打ちつけて眠気を醒まして坐禅を続け、大悟できなければ火中に身を投じて死のうとまで覚悟したという[11]。ある日、食事を知らせる太鼓の音を聞いて悟った。いきなり耳もとに落雷の音を聞くような衝撃を受けたと述べている[11]。無門慧開は、師の月林師観のもとに行き自分の悟りを話したが、「夢みたいなことをいう」と冷やかされた[12]。無門は悟りに自身があったため、「何をっ」という気持ちで「喝！」を一声したが、月林も「まだ不十分の悟りだろう」と「喝！」を返した[12]。相互に喝を交わすこと3、4回にして月林は始めて無門の大悟徹底を認めた[12]。
- 大悟した際の「投機の偈」（とうきのげ）は、「青天白日一声の雷。大地の群れ眼（まなこ）豁開（かっかい）す。万象森羅斉しく稽首す。須弥誖跳して三台を舞う」であり、臨済宗円覚寺派管長の朝比奈宗源は、悟入の快活さがあると述べている。また、その伝に「師、形枯れ神（しん）朗かに、言朴（ぼく）に旨玄（ふか）く紺髪（こんぱつ）蓬鬆（ほうそう）として弊垢衣を著く、叢林なづけて開道者となす」とあるため、風格の変わった、飄々とした人であったようである、と述べている[1]。